# Braye (Aisne)
Braye ist eine französische Gemeinde mit 130 Einwohnern (Stand: 1. Januar 2022) im Département Aisne in der Region Hauts-de-France (frühere Region: Picardie). Sie gehört zum Arrondissement Soissons, zum Kanton Fère-en-Tardenois und zum Gemeindeverband Val de l’Aisne. Die Einwohner werden als Brayacois(es) bezeichnet. Die Gemeinde ist Trägerin der Auszeichnung Croix de guerre 1914–1918.

## Geographie
Die Gemeinde Braye liegt am Westrand des Höhenzuges Chemin des Dames, sechs Kilometer nordnordöstlich bder Innenstadt von Soissons. Durch das Gemeindegebiet von Braye verläuft die Bahnstrecke La Plaine–Hirson. Nachbargemeinden von Braye sind Clamecy und Vuillery im Norden, Crouy im Süden und Leury im Westen.

## Bevölkerungsentwicklung
| Jahr                       | 1962 | 1968 | 1975 | 1982 | 1990 | 1999 | 2011 | 2021 |
| Einwohner                  | 98   | 92   | 116  | 130  | 133  | 131  | 121  | 130  |
| Quellen: Cassini und INSEE |      |      |      |      |      |      |      |      |

## Sehenswürdigkeiten
- Saint-Brice

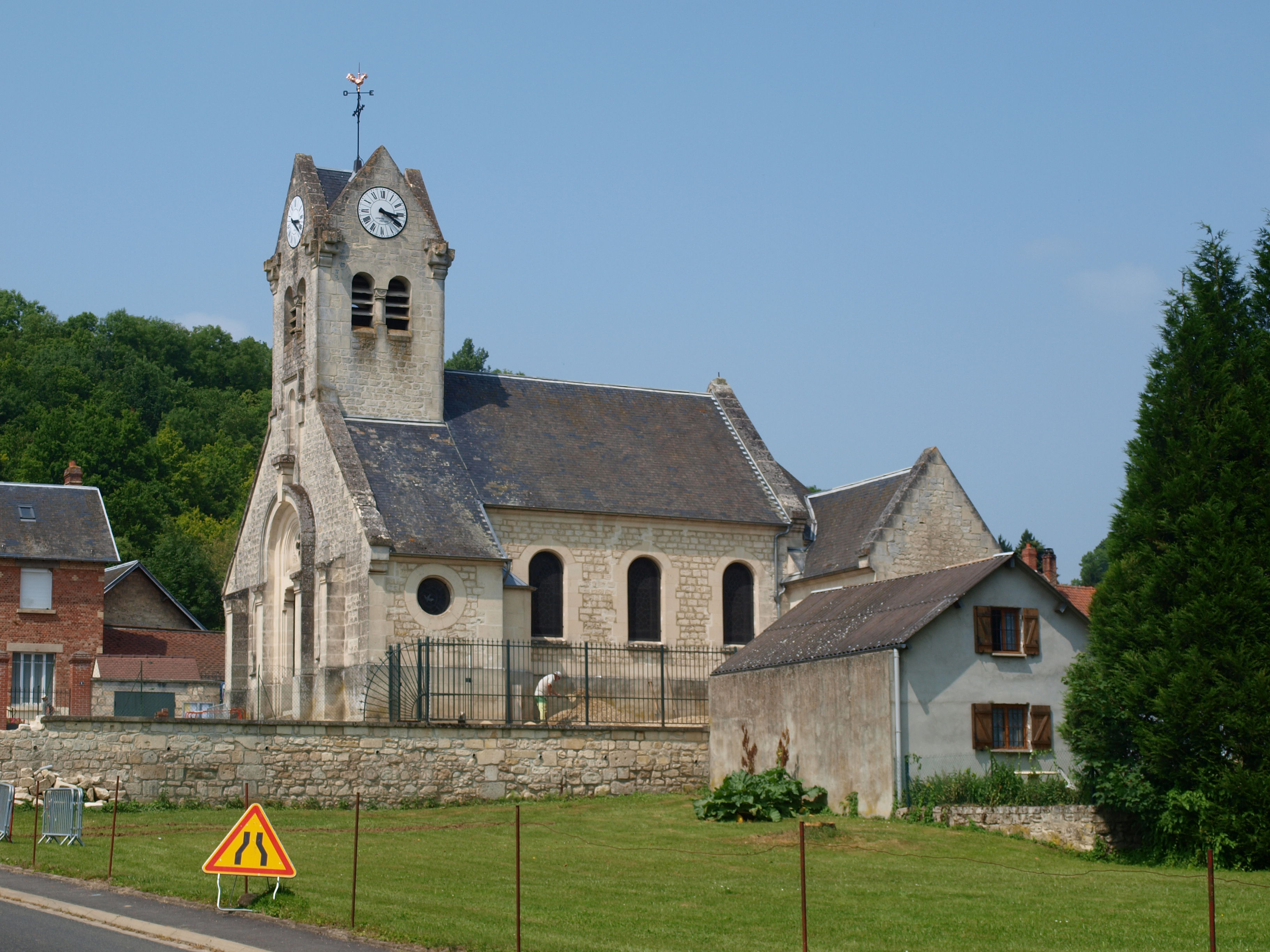
Kirche Saint-Brice
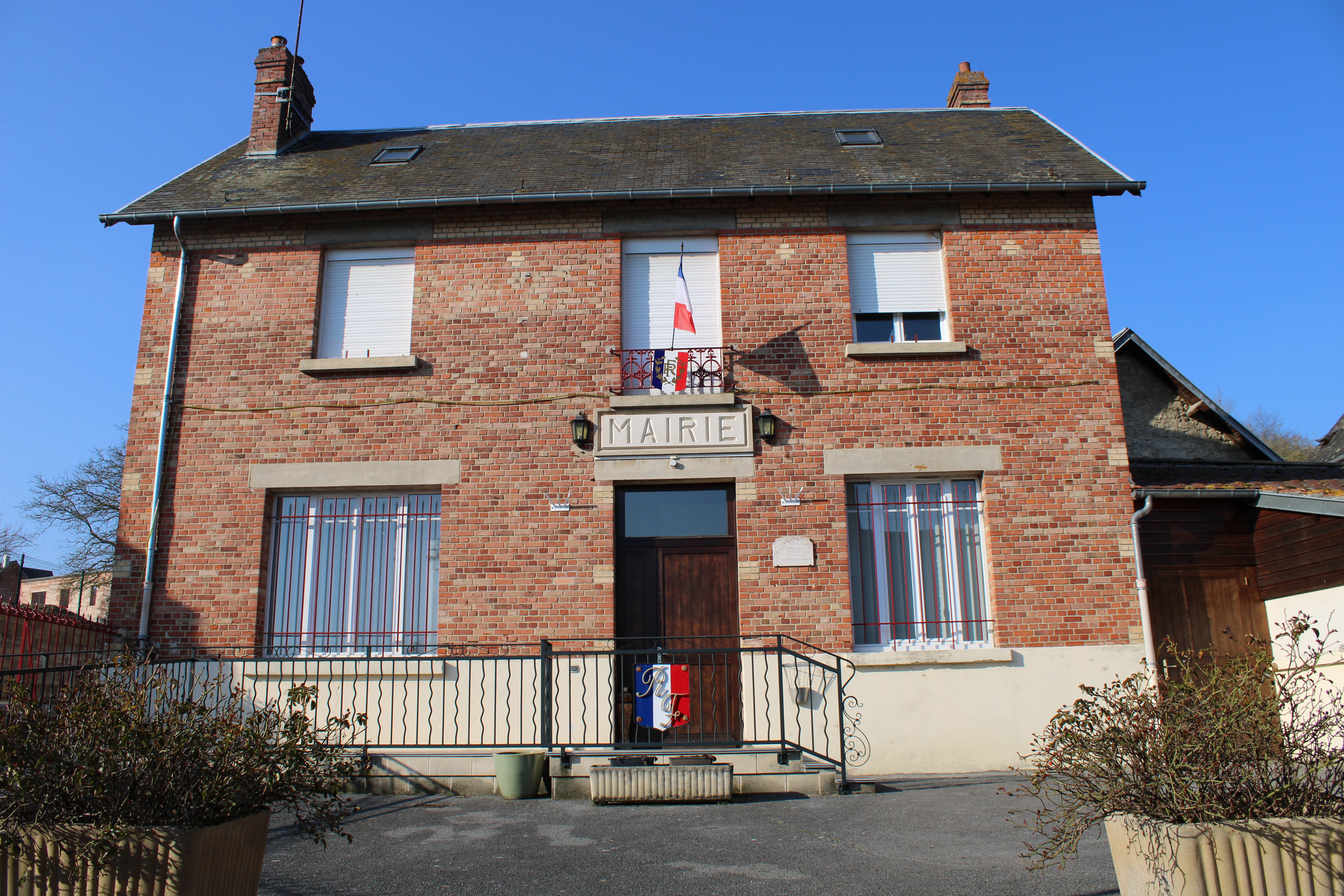
Mairie Braye